# Abandinus
Abandinus est un nom utilisé pour désigner un dieu celtique ou un esprit masculin adoré à Godmanchester dans le Cambridgeshire pendant la période romano-celtique.

## Preuve épigraphique
Abandinus n'apparait en Grande-Bretagne que sur un seul autel. Il est inconnu dans le reste de l'Empire romain et aurait donc été un dieu local du fort romain de Godmanchester dans le Cambridgeshire, probablement associé à une source naturelle ou à un ruisseau dans le quartier.
Durovigutum est le nom qui pense avoir été donné au fort romain de Godmanchester, un site stratégique sur Ermine Street au croisement du fleuve du Great Ouse. Le dieu n'est connu que par une plume de bronze inscrite, très probablement une sorte d'objet votif qui lui est dédié. L'inscription sur la plume de bronze se lit comme suit:

"DEO ABANDINO VATIAVCVS D S D"
« Au dieu Abandinus, Vatiacus le dédie de ses propres fonds ».

## Sémantique
La sémantique exacte du théonyme est inconnue. Néanmoins, la connaissance linguistique de la lexique proto-celtique permet de rétrécir les probabilités quant à celle-ci. Le nom pourrait ainsi être interprété comme une forme étendue composée d'éléments proto-celtiques dérivés de racines proto-indo-européennes * ad- 'à'  + soit * bʰend- 'chante, réjouis-toi' ou * bʰendʰ- 'lier'. Dans ce sens, le nom signifierait alors «(le dieu) qui chante à (quelque chose / quelqu'un)» ou «(le dieu) qui lie (quelque chose / quelqu'un) à (quelque chose / quelqu'un)».
Cependant, il est également possible de voir le nom comme une forme étendue d'une variation du mot proto-celtique * abon- 'rivière', dérivé de la racine proto-indo-européenne * ab-, * h₂eb- 'eau, rivière ». L'élément plus court *abo- existait probablement dans l'hydronomie proto-celtique comme un mot pour «rivière» ou «eau». Il est évident en romano-celtique comme une variation nominale non spécifique pour les rivières qui se jettent dans le Humber, documenté comme Abus. Cet élément s'est développé en gallois moderne comme signifiant aber- soit «estuaire fluvial». Cet élément * abo- aurait pu être la source de l'élément Ab-- dans le théonyme Abandinus. Ainsi, le nom peut également être analysé comme * Ab-Andinus «Andinus de la Rivière», Andinus étant un théonyme attesté ailleurs dans l'ancien Empire romain.